# 悉尼中央車站
悉尼中央車站（英語：Central station），亦稱悉尼總站（Sydney Terminal），是澳大利亚悉尼市和新南威爾斯州最大的中央車站，位於悉尼市都會區的南邊。城市鐵路的幾乎所有市內列車班次都在此停靠，除此之外還有前往新南威爾斯各城鎮的鐵路班次均经过中央車站。
由於中央站是悉尼鐵路網的中心，因此在悉尼各站內月台常可見到的“入（城）方向”（「inbound」）（市郊）、“上海岸方向”（「up shore」）（北岸線）和“上綫方向”（「up」）（城際線）等標記，其實都是指前往中央站方向。中央站亦是最接近悉尼科技大學的車站。

## 歷史

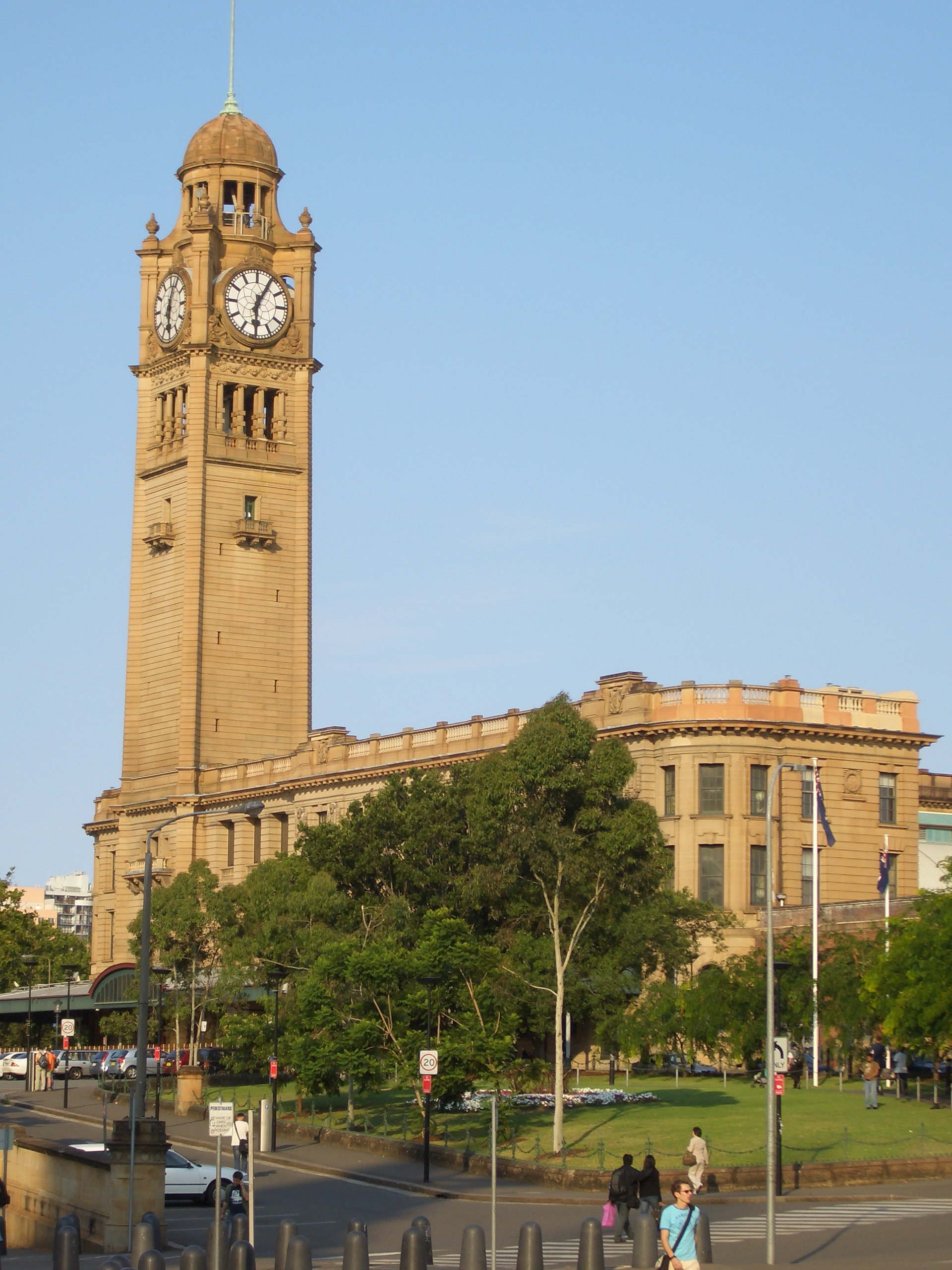
在鐵路廣場看到的中央站

### 1855年-1874年
當初的悉尼站在1855年9月26日正式啟用，位於當時名為「克里夫蘭地」（英語：Cleveland Fields）的地方，即德文夏街（Devonshire Street）的南邊。當時的車站名為紅蕨（Redfern），只有來往帕拉瑪塔至中央站的主線（即今日T2 城西線的一部分），車站設施十分簡陋，沒有入閘口和指示牌。

### 1874年-1901年
後來車站開始不敷使用，便於1874年在車站的舊址重新建造一個新的車站，亦名為紅蕨站。舊車站大樓內的2個（港灣式）月台，在新車站的車站大樓在德文夏街建成後，又建造另外14個新的（港灣式）月台。新車站建於前德文夏街的墓園及其附近的建築（包括一個女修道院、一個女性收容所、警局等）。墓園内的遺體在車站建造時已搬至其墓園，包括六福墳場（英語：Rookwood Cemetery）和威化利墳場（英語：Waverley Cemetery）。不過這個個車站的外表不像今日第三個車站般的那麼漂亮，只是用了一些便宜的物料來建造。

### 1901年至今
第三個車站即今日使用中之雪梨中央站，這個車站在1901年設計，並於翌年8月7日，由11名工人著手開始拆除舊車站。新車站位於德文夏街的北面，列車要到達新的車站必須穿過德文夏街，因此德文夏街的一段變成了一個行人隧道。終於車站在1906年8月4日啟用，其中一個是位於六福墳場的攝政街站（英語：Regents Street station）。至於舊車站在當晚的午夜在5號月台開出最後一班列車。隨後即拆除剩下的大堂，使新路線能前往新車站。翌日的早上5時，西部郵政列車（The Western Mail）進入悉尼，成為第一個進站的列車。1921年3月3日，一個新的鐘樓在西北邊的大堂頂層建成，此主車站大樓至今仍然使用。
1916年參加第一次世界大戰的澳洲軍隊在中央站發生暴動（即澳洲人所謂的中央站之戰（Battle of Central））造成一人死多人傷，該事件在1號月台入口處的大理石柱上留下的一個子彈痕是雪梨車站唯一與第一次世界大戰有關的痕跡。在同年城市鐵路的鐵路網開始改建至都會區的聖詹士車站，不過工程在1918年暫停。4年後工程重新進行，終於在1926年3月，第一條電氣化工程（中央站至奧特利）完成，同年的12月亦完成第一段的市環線（中央站至聖詹士）。
在第二次世界大戰期間，該車站的1號月台曾接待過道格拉斯·麥克阿瑟將軍。
為了配合奧林匹克公園線，中央站後來進行了一項耗資約45億的改善工程。
2006年8月5日，中央站慶祝成立100周年。

## 車站構造

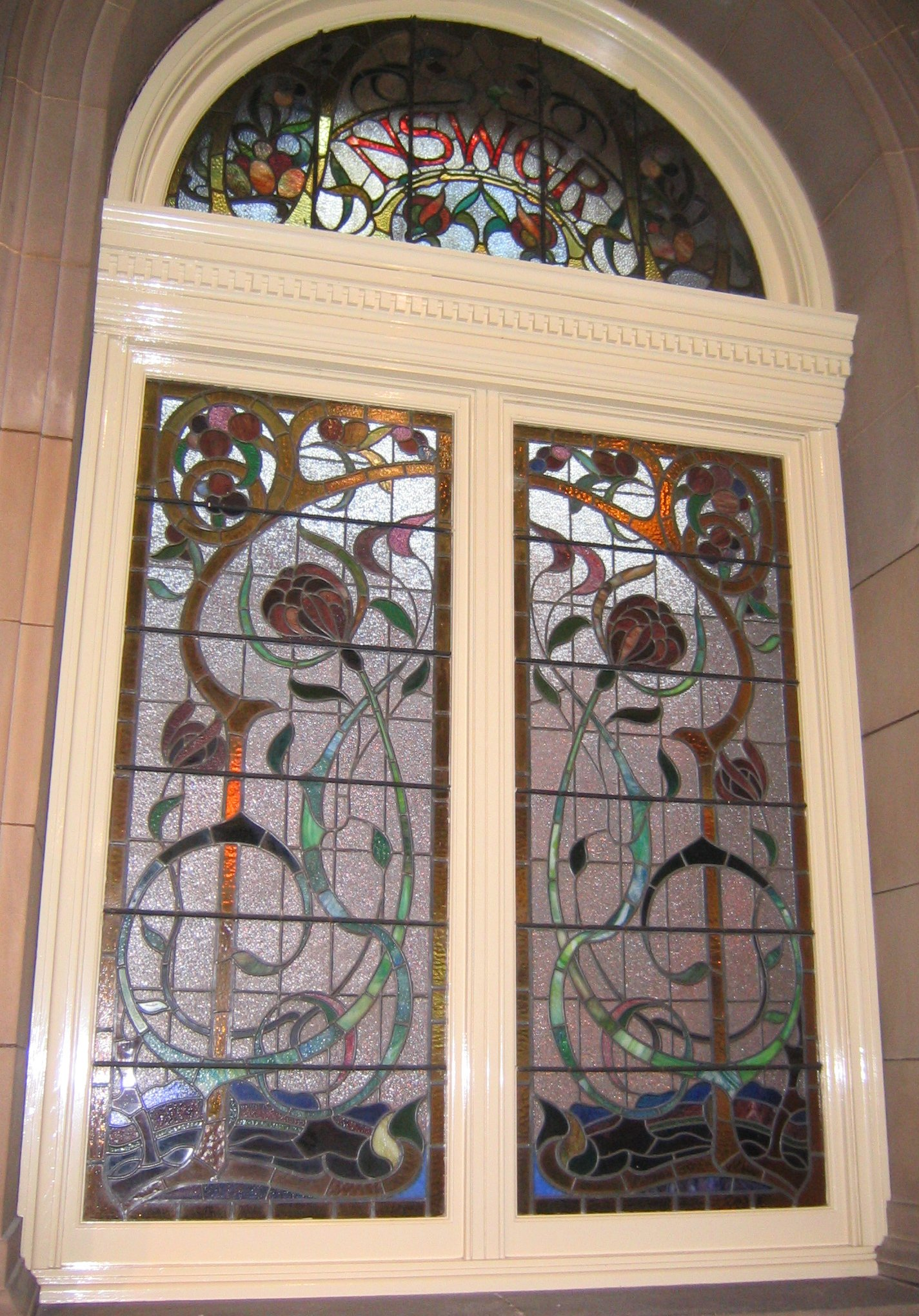
舊訂購車票大堂的有色玻璃窗子，上面寫着新南威爾斯鐵路局的簡稱「NSWGR」

悉尼中央站主要分為兩部分（地面月台和地底月台），而在蒸汽列車的時代我們大可把車站分為蒸汽列車部分和電氣化列車部分（因為電氣化工程持續了很多年）。
西部分（蒸汽）的中央站，即1906年開幕的悉尼總站，擁有15個港灣式月台。這部分是由沙磚砌成，材料大多是由悉尼各地運過來。西部分大堂的列車基本上是接載長途路線的列車，而大部分的月台是用來接載城市鐵路的城際線列車的。
在1號月台的西邊，曾經是兩個信件列車專用的側線，包含兩個港灣式的月台。為建造印度洋-太平洋列車線月台的斜道，側線已被刪減，成為今天的青年旅館。旅館放置了一個舊的信件專用列車。
中央站的東部分（電氣）包含著12個月台（其中4個在地底）。這些月台全都是用來接載城市鐵路郊區線的，在繁忙時間甚至會接載新州鐵路遠郊線的列車。

### 車站月台
車站一共有27個月台，23個在地面，4個在地底。月台數目是全澳洲之冠，不過對於世界上的其它更大型的車站它的月台數量仍是很小（例如東京站（30個）、紐約大中央車站（67個，數目是全球之冠））。15個月台在1906年首先建成，另外8個地面月台在1926年建成，最後的4個地底月台的是為了接載東郊線的列車而建成的，工程在1948年開始，不過因為經費問題一直要到1979年才正式啟用。當初計畫內說明是需要4個月台，但後來發現其中2個月台（26號月台和27號月台）並不需使用，因此現在那兩個月台一直空置著。

### 車站大堂及出口
車站大堂分為3部份，分別是北面上層月台、北面下層月台和南面下層月台。北面上層月台能前往1－15號月台，車站大堂候車區設有多間商店，而1號月台的西面則設有「郊區連結」客務中心。大堂設有多個出口，大多是通往車站的西北面（例如：悉尼科技大學、達令港、唐人街等等）。北面大堂亦設有下層，方便乘搭城市鐵路的乘客。城市鐵路的售票處位於該層的中央，可轉後前往月台乘車。
南面的大堂位於德文郡街的東面出口，24和25號月台的南端。由於兩邊的大堂互不連接，乘客要由北面月台前往該處，必須先進入車站收費區，然後進入24和25號月台的收費大堂，最後向南走才到達。南面的大堂明顯比北面的小，但亦有一些商店和入閘機。在此能前往沙利山和萊德芬。
中央站擁有多個出口，包括：

| 匹茲街出口 - 位於輕鐵站的西面，能前往悉尼巴士總站 - 設有傷殘人士設施 鐵路廣場出口 - 位於北面上層大堂 - 前往鐵路廣場、佐治街 - 乘客可在鐵路廣場轉乘巴士 - 設有傷殘人士設施 輕鐵站出口 - 位於北面上層大堂 - 乘客可轉乘悉尼輕軌鐵路 - 設有傷殘人士設施 | 亞弟徑及巴士總站出口 - 位於車站下層大堂的北面，亦能前往悉尼巴士總站 - 設有傷殘人士設施 亞弟徑及伊利莎伯街出口 - 位於車站北部下層大堂的北面 - 設有傷殘人士設施 伊利莎伯街出口 - 位於車站北面大堂 - 前往伊利莎伯街 | 芻瑪街出口 - 位於車站南面大堂 德文郡街行人隧道出口 - 位於車站南面大堂 - 前往車站西面（例如：悉尼科技大學、唐人街等等） |

### 德文郡街行人隧道
德文郡街本來是一條位於舊中央站北面的一條道路，後來建造第三個站時要將站址搬向北面，路線必須經過德文郡街，因此政府將百老匯道至鄒瑪街的一段德文郡街改為一條隧道。隧道能通往車站東面和鐵路廣場，使乘搭鐵路的乘客能容易前往巴士站。

### 董事街車站
董事街站是一個為位於中央站約450米的一個車站，車站不是城市鐵路鐵路網的一個正式車站。她是為洛克伍德墓園而設的一個車站，車站於1869年6月29日啟用，隨後多次更改車站用途，包括接載動物、貨物和前往舞會的乘客。

### 鐵路廣場
鐵路廣場今日是一個位於中央旁的一個公車站，她前身其實是一個有軌列車車站。1990年代末她改建成為一個公車站，接載300號巴士系列和400號巴士系列和501號公車。

## 車站服務的路線
- 印度洋-太平洋線
- 悉尼輕軌鐵路（英语：Metro Light Rail）
- 城市鐵路

| 英文路線 | 英文路線                                               | 中文路線                   | 服務區域 |
| -------- | ------------------------------------------------------ | -------------------------- | --- |
| T1       | North Shore & Northern Line Northern Line Western Line | 北岸與北區線 北區線 西區線 | 中央車站 至 寶路華 / 康士比 經 歌頓 / 麥覺理大學 中央車站 至 埃平 經 史卓菲 中央車站 至 鴯鶓地 / 列治文 經 史卓菲 |
| T2       | Inner West Line Leppington Line                        | 城西線 利坪頓線            | 市環 至 帕拉馬塔 經 史卓菲 市環 至 利坪頓 經 史卓菲                                                               |
| T3       | Bankstown Line                                         | 彬士鎮線                   | 市環 至 利物浦 經 彬士鎮 市環 至 利琴 經 彬士鎮                                                                   |
| T4       | Eastern Suburbs Line Illawarra Line                    | 東郊線 伊拉瓦拉線          | 邦代 至 瀑布 / 康露娜 經 中央車站                                                                                 |
| T5       | Cumberland Line                                        | 金巴倫線                   | 士高斐 至 利坪頓                                                                                                  |
| T8       | Airport & South Line                                   | 機場與南區線               | 市環 至 麥嘉特 經 機場                                                                                            |

- 新州鐵路

| 英文路線                       | 中文路線         | 服務區域                                   |
| ------------------------------ | ---------------- | ------------------------------------------ |
| South Coast Line               | 南海岸線         | 邦代 - 中央車站 - 臥龍崗 - 荊堡拉港 - 瑙拉 |
| Blue Mountains Line            | 藍山線           | 中央車站 - 卡通巴 - 利富高 - 巴佛士        |
| Central Coast & Newcastle Line | 紐卡素及中海岸線 | 中央車站 - 紐卡素                          |

- 南新州鐵路城際線

| 英文路線         | 中文路線   | 服務區域                                      |
| ---------------- | ---------- | --------------------------------------------- |
| Southern Line    | 城際南線   | 中央車站 - 坎培拉 / 墨爾本南十字車站 / 格利芬 |
| Western Line     | 城際西線   | 中央車站 - 達博 / 堡洛肯山                    |
| North Coast Line | 城際北線   | 中央車站 - 布里斯班                           |
| North West Line  | 城際西北線 | 中央車站 - 阿慕黛爾 / 莫雷                    |

## 月台服務

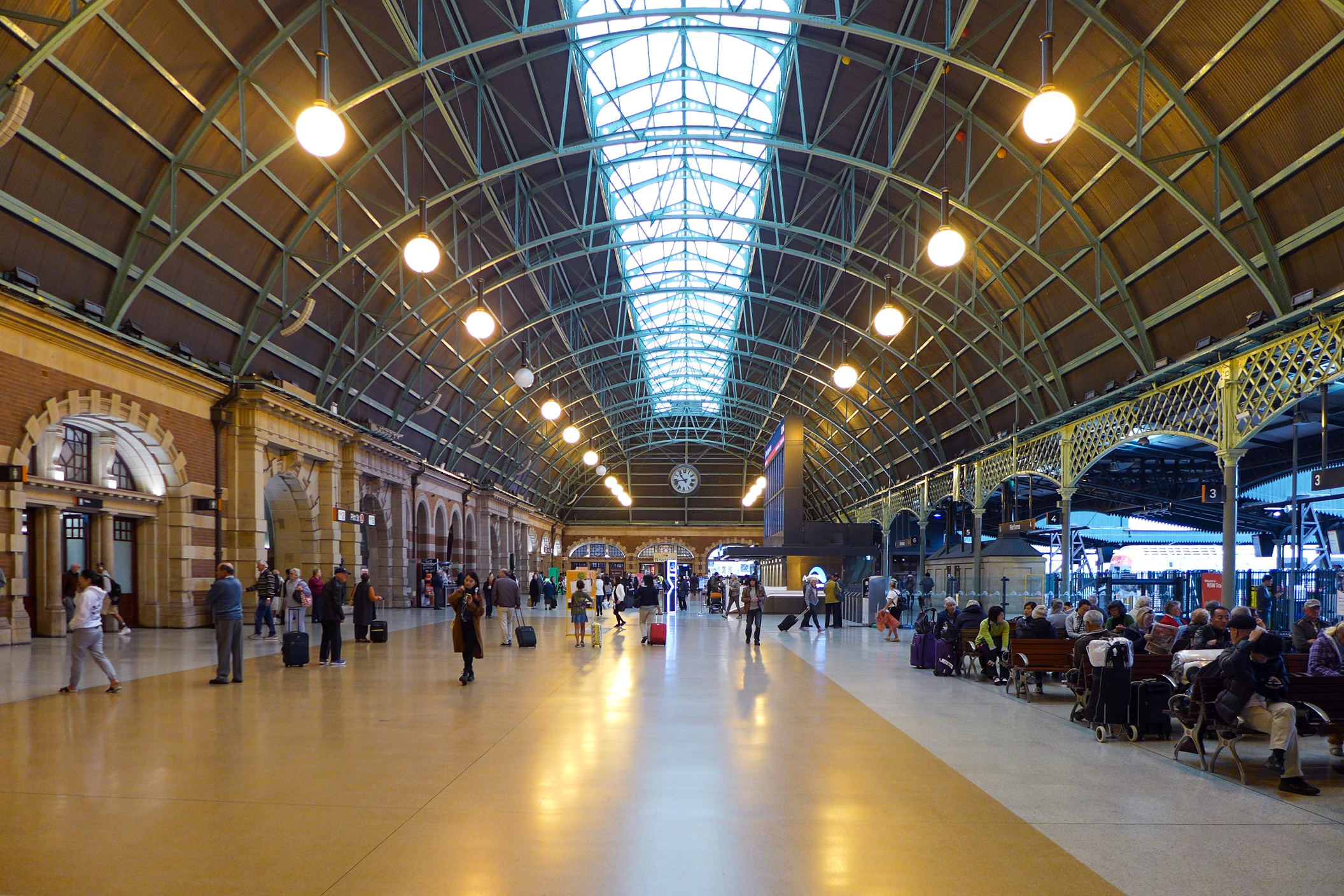
城市鐵路城際線的月台（圖右）

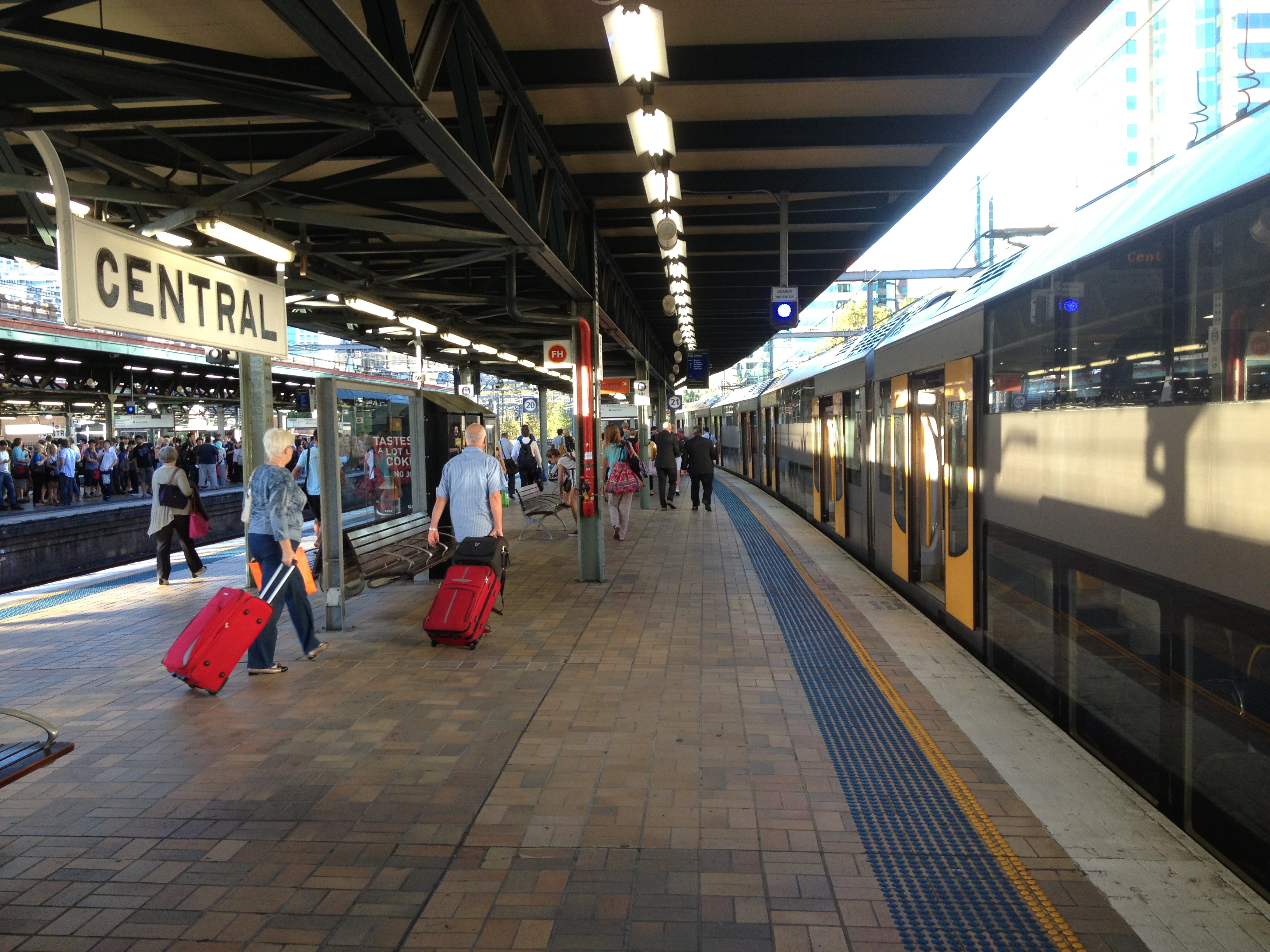
中央站的月台

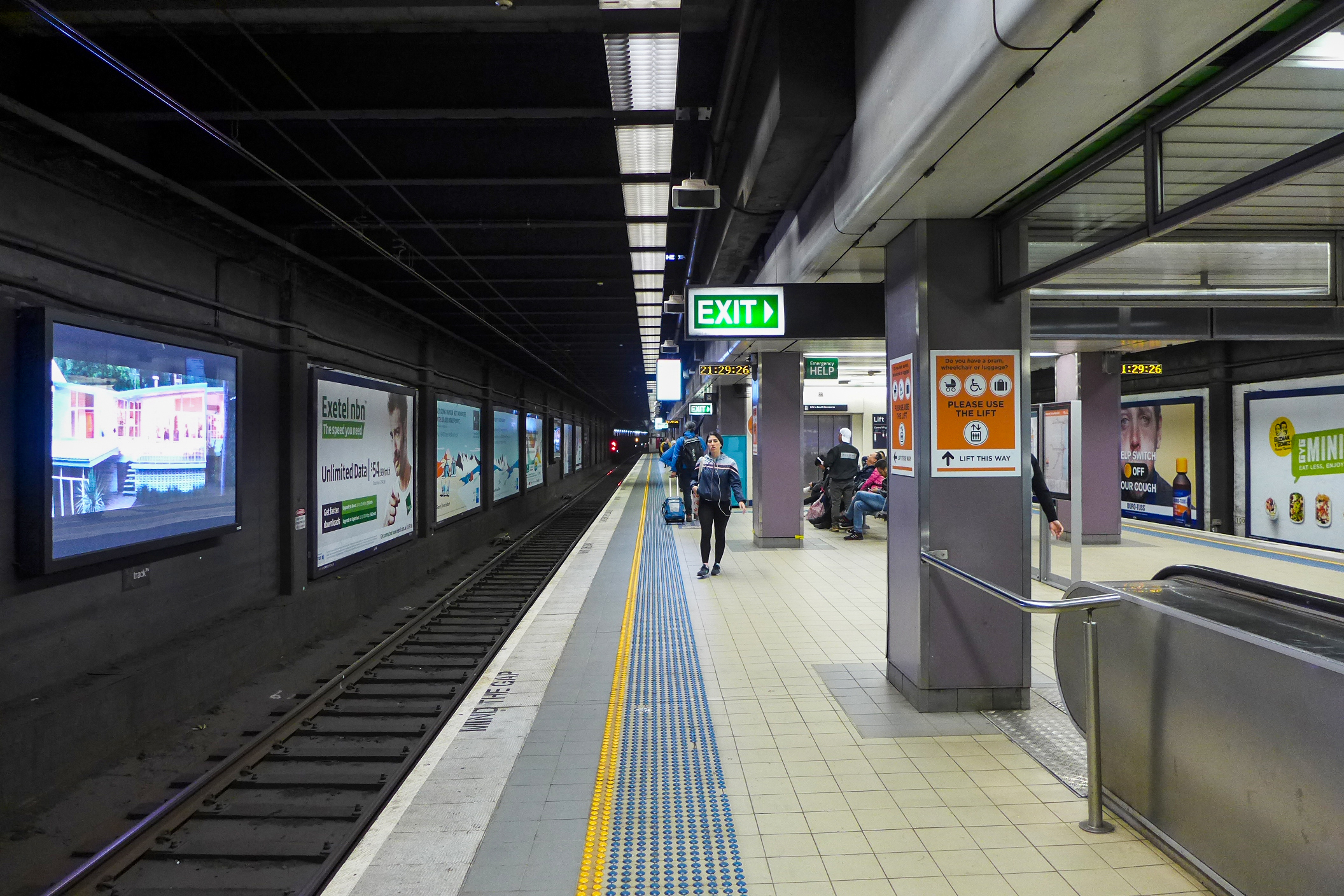
24號及25號月台

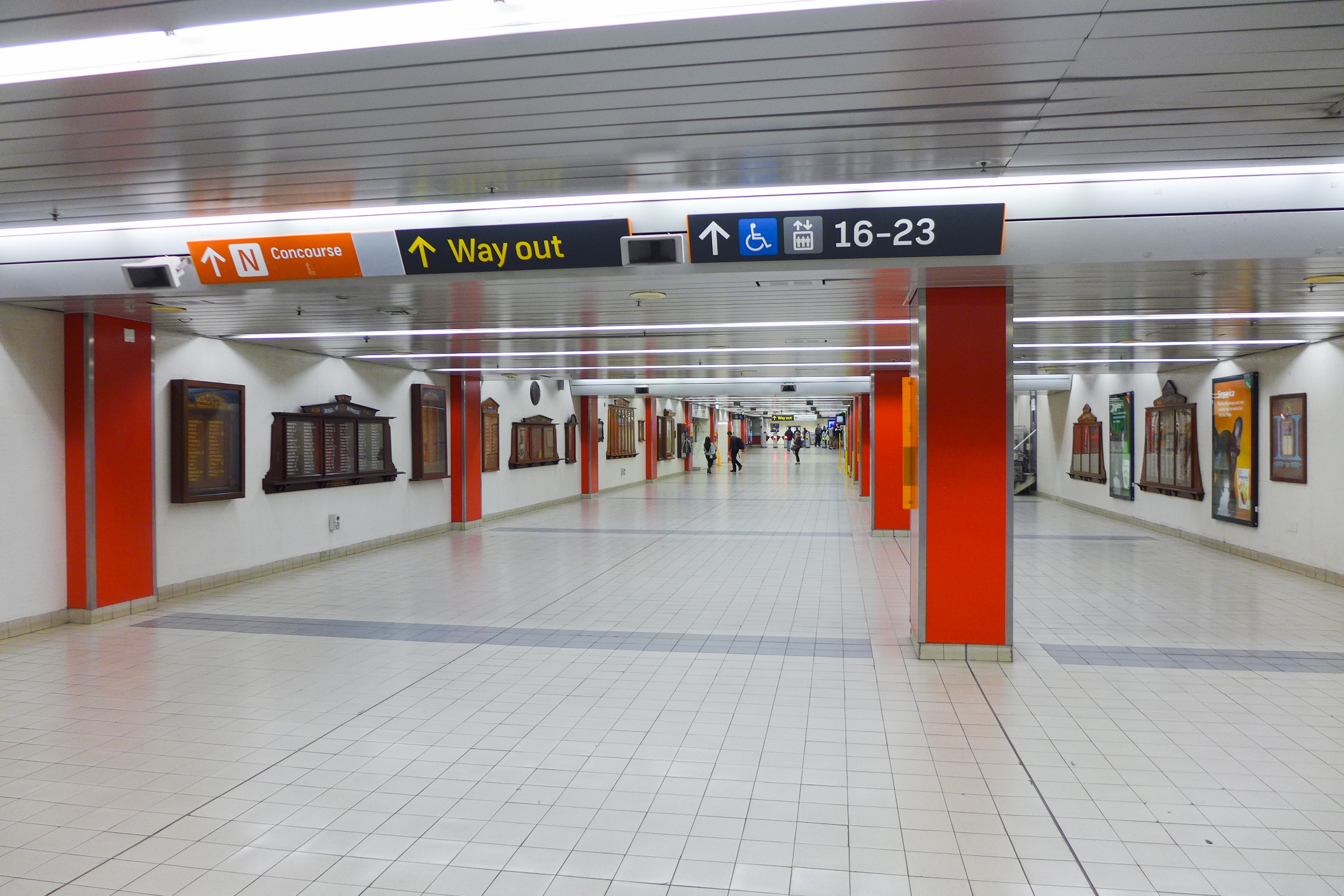
24號及25號月台通道往大堂

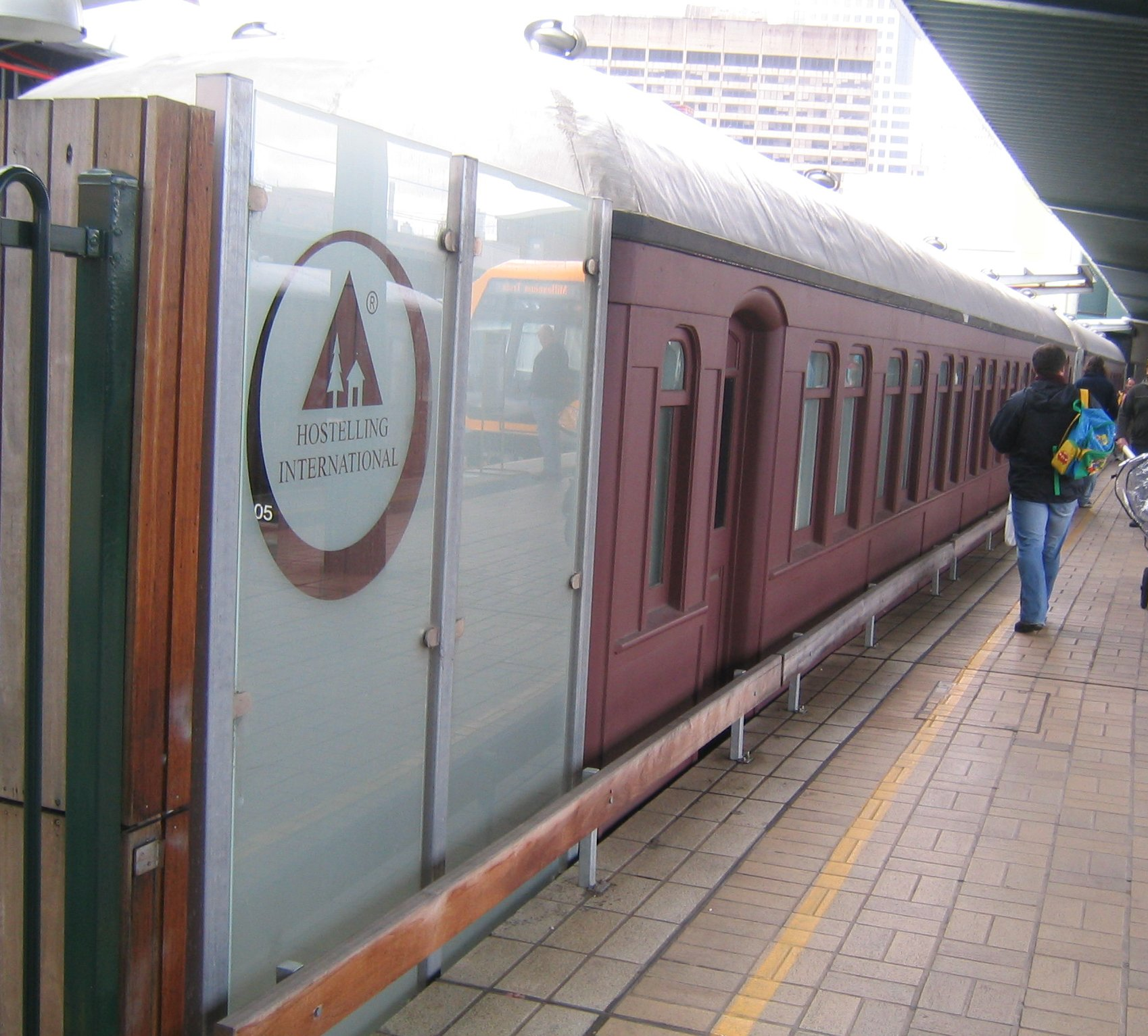
位於車站內原0號月台的鐵道廣場YHA，使用舊鐵路車廂作為青年旅館

中央幾乎包括所有的城市鐵路路線，除了坎伯蘭線（T5 Cumberland Line）、卡林福特線（T6 Carlingford Line）和獵人線（Hunter Line）。所有前往新南威爾斯（某部分路線是位於維多利亞州和昆士蘭）各地的列車都會乘搭新州鐵路（NSW TrainLink）和太平洋-印度洋列車。
悉尼中央站由西（1號月台）至東（27號月台）共有27個月台，以下為各月台所提供的列車服務：
1 -3  號月台
- 印度洋-太平洋列車 - 往珀斯 方向。
- 城際北岸線 - 往布里斯班 （每天1班） 方向。
- 城際南線 -往坎培拉（每天2班）/墨爾本 （每天2班）/居里獵（Griffith）（每天1班）方向。
- 城際西線 -往德寶（Dubbo）/布洛肯山（Broken Hill）（各每天1班）方向。
- 城際西北線 - 往阿馬德爾（Armidale）/麼兒（Moree）（各每天1班）方向。
- 其他特別列車

4-15號月台
- 紐卡素及中海岸線 - 往高士福（Gosford）/威昂（Wyong）/紐卡斯尔。
- 藍山線 - 往斯賓伍德（Springwood）/卡通巴（Katoomba）/維多利亞山（Mt Victoria）/力斯高（Lithgow）。
- 南海岸線 - 往舌努（Thirroul）/臥龍崗（Wollongong）/吉龍把港（Port Kembla）/搭杜（Dapto）/奇亞瑪（Kiama）（往邦拜利的乘客請在此轉車）。
- T7 奧林匹克公園線 - 往奧林匹克公園站（週日非繁忙時間及特別日子）。

16號月台
- T1 北區線 - 往康士比（Hornsby）（經麥覺理大學）。
- T1 北岸線 - 往康士比（Hornsby）/包奧華（Berowra）（經歌頓）。（繁忙時間列車會前往高士福和威昂）。

17號月台
- T2 城西線 - 往都會區（順時針運行） （市政廳 〉博物館） 。
- T2 利坪頓線 - 往都會區（順時針運行） （市政廳 〉博物館）。

18號月台
- T1 北區線 - 往愛蘋（Epping）。
- T1 西區線 - 往黑鎮（Blacktown）/列治文（Richmond）/彭裏斯（Penrith）/鴯鶓平原（Emu Plains）。

19號月台
- T2 城西線 - 往康寶樹（Homebush）/帕拉馬塔 (Parramatta)。
- T2 利坪頓線 - 往利坪頓（Leppington）。

20號月台
- T3 班克斯線 - 往都會區（逆時針運行） （博物館〉市政廳）。
- T8 機場及南區線 - 往都會區（逆時針運行） （博物館〉市政廳）。

21號月台
- T8 機場及南區線 - 往都會區（逆時針運行）（博物館〉市政廳）。

22號月台
- T3 班克斯線 - 往班克斯鎮（Bankstown）/禮勤（Lidcombe）/利物浦（Liverpool）。
- T8 機場及南區線 - 往東山（East Hills）/金寶鎮（Campbelltown）/麥加弗（Macarthur）（只限繁忙時間，經伊拉瓦拉線）。

23號月台
- T8 機場及南區線 - 往金斯格羅伍（Kinsgrove）/東山（East Hills）/格恩佛（Glenfield）/金寶鎮（Campbelltown）/麥加弗（Macarthur）（經機場線）。

24號月台（地底）
- T4 東郊及伊拉瓦拉線 - 往邦迪聯運
- 南岸線 - 往邦迪聯運（只限繁忙時間及週末班次）

25號月台(地底)
- T4 東郊及伊拉瓦拉線 - 往好士維（Hurstville）/麼戴爾（Mortdale）/薩德蘭（Sutherland）/克羅努拉（Cronulla）/瀑布（Waterfall）。
- 南岸線 - 往舌努（Thirroul）/臥龍崗（Wollongong）/吉龍把港（Port Kembla）。（只限繁忙時間及週末班次）

26-27號月台(地底)
- 位於24、25號月台的上面，但暫未有用途。

### 傷殘人士設施
中央站設有一些傷殘人士設施，有車站職員看守。1 - 15號月台與候車大堂在同一層，因此不需任何輔助物便能進出大堂和月台。乘客可利用斜道和升降機前往上下層大堂，往24和25號月台的乘客則可利用升降機。車站內有多個出入口，但只有以下的出口設有傷殘人士設施：
- 亞弟徑
- 輕鐵
- 匹茲街

## 輕軌鐵路站
中央站亦是悉尼輕軌鐵路的東面總站，是唯一一個能轉乘城市鐵路和輕軌鐵路的車站。位於－號月台的車站大堂和列車等候區的外面（即中央站的北面），輕鐵站只有一個月台，並位於一個環狀的路線上（就像紐約地鐵的南碼頭站（South Ferry），不同的是中央站的月台是直的）。她距離另一總站——莉莉田（Dulwich Hill）約12.8公里。
在此乘搭列車可前往中國城（Chinatown）、達令港（Darling Harbour）及內西城（Inner West City）區，乘客亦可選購一種可同時用於城市鐵路和輕軌鐵路名為輕鐵連（TramLink）的車票。

### 歷史
要追溯輕鐵站的歷史，要到1901年（即是第三站建成前）。當時的新站仍是德文郡街墓園，要建成新站必須清空該處，悉尼有軌列車的植物灣線伸延至該處，以將墓園中部份的遺體運送至賓亞旺墓園（Bunnerong cemetery）。隨後繁忙的都會區線啟用，中央站成為其中的沿線車站。
不過在1920年代開始，隨著城市鐵路的鐵路網伸延至都會區和有軌鐵路的乘客量飽和，政府決定將有軌列車路線關閉。由1940年代開始，有軌電車路線逐漸消失。終於在1957年都會區線停止服務，月台就此丟空。
後來月台一直丟空，變為站內職員停車場和公車站。直至1997年8月悉尼電車啟用，以中央站為總站，才不被空置。
曾經有計畫指要將輕鐵路線伸延至悉尼都會區，不過後來認為將總站設在中央站已經足夠。

### 月台服務
1號月台 — 往星城或莉莉菲爾德
自助售票處和路線資訊板都設於月台。

### 傷殘人士設施
輕鐵月台和中央站大堂位於同一層，乘客不需輔助便能轉乘國鐵或藉車站出口離開。

## 公共汽車服務
有很多長途公共汽車服務位於亞弟徑（Eddy Avenue）或匹茲街（Pitt Street），悉尼巴士總站（Sydney Coach Terminal）亦在車站的對面。芻瑪街（Chalmers Street）設有巴士站，能方便鐵路進行更新工程或讓乘搭鐵路的乘客在一些特別日子能方便地前往特別的場地（例如美式足球比賽和板球比賽）。一般的公共汽車服務站亦位於芻瑪街和鐵路廣場，乘客可由德文街行人隧道前往各公共汽車站。
前往新南威爾斯大學的乘客可於中央站下車，然後在D出口乘搭891號公共汽車，該公共汽車在早上的繁忙時間每2分鐘就有一班車。
| 路線編號 | 路線                       | 上/下車站                     |            |
| -------- | -------------------------- | ----------------------------- | ---------- |
| 305      | 鐵路廣場                   | 馬斯覺特（澳洲航空中心）      | 鐵路廣場   |
| 311      | 鐵路廣場                   | 環形碼頭                      | 鐵路廣場   |
| 339      | 克羅沃里（Clovelly）       | 美羅仕般                      | 伊利沙伯街 |
| 372      | 古治(Coogee)               | 鐵路廣場                      | 鐵路廣場   |
| 374      | 古治(Coogee)               | 米勒角                        | 咽地路     |
| 376      | 馬奧巴灘（Maroubra Beach） | 環形瑪頭                      | 咽地路     |
| 378      | 鐵路廣場                   | 布蘭特灘（Bronte Beach）      | 鐵路廣場   |
| 391      | 鐵路廣場                   | 植物灣/拉普坳斯（La Perouse） | 咽地路     |
| 393      | 鐵路廣場                   | 里特灣（Little Bay）          | 鐵路廣場   |
| 395      | 鐵路廣場                   | 馬奧巴灘                      | 鐵路廣場   |
| 422      | 丁比                       | 環形瑪頭                      | 鐵路廣場   |
| 423      | 金斯格羅伍〔Kingsgrove〕   | 環形瑪頭                      | 鐵路廣場   |
| 426      | 都爾維奇山(Dulwich Hill)   | 環形瑪頭                      | 鐵路廣場   |
| 428      | 坎特伯雷(Canterbury)       | 環形瑪頭                      | 鐵路廣場   |
| 501      | 鐵路廣場                   | 懷特（Ryde）/西懷特           | 鐵路廣場   |

另外車站西面的鐵路廣場和附近的百老匯街每晚的凌晨12時至4時均設有夜行公車（NightRide），此時列車班次會停止，乘客能乘坐夜行公車到達目的地。跟鐵路服務一樣，中央站服務全部的夜行公車路線，除了N90和N20。路線如下：
| N100 | 鐵路廣場 | 邦迪聯運                | -      | 鐵路廣場 | 鐵路廣場 | 市政廳               |
| N80  | 市政廳   | 康士比（經北線）        | 市政廳 | 鐵路廣場 | 布洛德道 | 坎伯敦（Camperdown） |
| N70  | 市政廳   | 班瑞斯（Penrith）       | 市政廳 | 鐵路廣場 | 布洛德道 | 坎伯敦               |
| N60  | 市政廳   | 費爾菲爾德（Fairfield） | 市政廳 | 鐵路廣場 | 布洛德道 | 坎伯敦               |
| N50  | 市政廳   | 利物浦                  | 市政廳 | 鐵路廣場 | 布洛德道 | 坎伯敦               |
| N40  | 市政廳   | 東山（East Hills）      | 市政廳 | 鐵路廣場 | 布洛德道 | 紐頓（Newtown）      |
| N30  | 市政廳   | 麥加弗（Macarthur）     | 市政廳 | 鐵路廣場 | 布洛德道 | 紐頓                 |
| N11  | 市政廳   | 克羅努拉                | 市政廳 | 鐵路廣場 | 鐵路廣場 | 萊德芬 （Redfern）   |
| N10  | 市政廳   | 新忽地                  | 市政廳 | 鐵路廣場 | 布洛德道 | 紐頓                 |

註：即表示該站位於鐵路站附近。

地址：

鐵路廣場
佐治街（中央站鐵路廣場出口）
布洛德道
布洛德道134號

## 未來發展

### 悉尼地鐵
悉尼地鐵的中央站會於現時13-15號月台低興建，估計2024年完成。

### 鐵路相關
- 鐵路車站
- 中央車站
- 島式月台
- 港灣式月台

## 外部連結
- Trainman的列車網頁 （页面存档备份，存于） - 26及27號月台的圖片。
- 遊覽中央站 -中央站的資訊。